# Да преодолееш страха
Да преодолееш страха (на испански: Vencer el miedo) е мексиканска теленовела, режисирана от Бенхамин Кан и Фернандо Несме и продуцирана от Роси Окампо за Телевиса в сътрудничество с Population Media Center през 2020 г. Това е оригинална история, създадена от Педро Армандо Родригес и Клаудия Веласко.
В главните роли са Паулина Гото, Данило Карера, Емануел Паломарес, Арселия Рамирес и Хаде Фрасер, а в отрицателните - Алберто Естрея, Марсело Кордоба и Мишел Гонсалес. Специално участие вземат Аксел Рико, Алехандро Авила, Габриела Карийо и първите актьори Сесар Евора, Беатрис Морено и Карлос Бонавидес.

## Сюжет
Историята проследява живота на четири жени на различна възраст, които са изправени пред трудности, както милиони жени по света всеки ден.
Марсела Дуран е смела млада жена, която обича да рисува от скици до художествени графити в „Скалата на надеждата“, квартала, в който живее със семейството си. Един ден в парка тя се запознава с Ромел Гуахардо, млад манипулатор, лидер на кварталната банда, в когото се влюбва. В крайна сметка, стават гаджета, но Марсела не знае истината за Ромел. Дни по-късно, Марсела, изморена от подигравателното държание и малтретиране от страна на баща си, казва на Ромел, че иска да избяга от дома си. В дена, в който кварталът празнува съвместен празник, Ромел убеждава Марсела да открадне превозно средство, без да знае, че минути по-късно, животът на Марсела ще се промени, тъй като в багажника се намира тялото на бизнесмена Фабиан Сифуентес, заради което тя е несправедливо задържана за убийството на мъжа, чиято смърт е загадка. Три години по-късно Марсела е освободена от центъра за интегриране на тийнейджъри, тъй като е доказано, че не е убиецът. Орасио Сифуентес, бащата на Фабиан, ѝ нарежда да разследва смъртта на сина му, в замяна на свободата ѝ. В търсене на истината Марсела се запознава с Омар, сина на Фабиан, който също търси убиеца на баща си, стигайки до „Скалата на надеждата“, където се представя за Бето.
Кристина Дуран е по-голямата сестра на Марсела, чиято най-голяма страст и плуването. По време на тренировка Кристина се влюбва в Рафаел, честен, благороден и атлетичен младеж, който също изпитва чувства към нея, но връзката им приключва, когато е изнасилена от масажиста Митре, за когото това не е първата жертва на похотта. Три години по-късно Кристина получава работа в държавната администрация в квартала, но отново ще преживее травмата си, тъй като е тормозена от шефа си Рубен Оливо. Тя се отдава на каузата си срещу сексуалния тормоз.
Арели Брачо е гимназистка, останала без майка, когато Марсела е задържана. Преди време, с родителите си, Магдалена Мендоса и Лоренсо Брачо, живеят като образцово семейство, освободено от предразсъдъци. Арели е почитателка на футбола и Клуб Америка, тя е имала силна връзка с родителите си. След като Магдалена умира, Лоренсо започва да се среща с колежката си Елвира, която Арели не харесва, тъй като е цинична, меркантилна и лъжкиня. В резултат на това връзката между Арели и баща ѝ отслабва. Тогава тя се запознава с Яир, момче на нейната възраст, в когото се влюбва, но Лоренсо не разрешава тя да има връзка с него. За лошото му мнение към момчето има отношение Елвира, която му говори лъжи. Арели не е сама, подкрепяна е от леля си Мару Мендоса, която ѝ помага да възстанови връзката си с баща си и която я учи на сексуална отговорност.
Инес Брачо е майката на Кристина, Марсела и Лоренсо. Тя живее с дъщерите си и съпруга си Висенте Дуран, от когото Инес търпи ежедневни подигравки, унижение и обиди. Тя е изморена от постоянното малтретиране и изневери от страна на съпруга си. Подкрепена от дъщерите си, Инес се развежда с него.

## Актьори
- Паулина Гото - Марсела Дуран Брачо
- Данило Карера - Омар Сифуентес
- Емануел Паломарес - Ромел Гуахардо
- Арселия Рамирес - Инес Брачо де Дуран
- Алберто Естрея - Висенте Дуран
- Хаде Фрасер - Кристина Дуран Брачо
- Сесар Евора - Орасио Сифуентес
- Аксел Рико - Лоренсо Брачо
- Алехандро Авила - Давид Сифуентес
- Пабло Валентин - Тулио Менендес
- Марсело Кордоба - Рубен Оливо
- Беатрис Морено - Ефихения Крус
- Карлос Бонавидес - Отец Антеро
- Мишел Гонсалес - Елвира Тиноко
- Габриела Карийо - Мару Мендоса
- Джералдин Галван - Жаклин Монтес
- Никол Вале - Ребека Родригес
- Енрике Монтаньо - Рафаел Конти
- Карла Ескивел - Силвия Муньос
- Юрем Рохас - Хулио Ибара
- Луис Фернандо Себайос - Уриел Лопес
- Джонатан Бесера - Йейсън
- Бенг Сенг - Марко Ариспе
- Мануел Калдерон - Гамалиел Роблед
- Едуардо Фернан - Виктор Перес
- Алесио Валентини - Яир Луна
- Ансел Кастийо - Симон Роча
- Валерия Кастийо - Диана Алварес
- Емилия Берхон - Арели Дуран Брачо
- Маргарита Маганя - Магдалена
- Ариана Пелисер - Гуадалупе
- Моисес Арисменди - Фабиан Сифуентес
- Арлет Пачеко - Кармела
- Адалберто Пара - Дон Нето
- Хуан Карлос Барето - Агустин
- Алехандра Хурадо - Мартина
- Сесилия Габриела - Тамара
- Паулина де Лабра - Чата
- Алехандра Ерера - Бурунданга
- Луна Балванера - Клаудия Рамос
- Барбара Фалкони - Сусана Лопес
- Таня Хименес - Мерседес Карийо
- Мелиса Лий - Белота
- Аданели Нуниес - Мабел Гарса де Сифуентес
- Педро де Тавира - Еуалио Митре
- Ектор Крус Лара - Иван Еусебио
- Бенхамин Ислас - Директор на Центъра
- Педро де Тавира - Митре
- Родриго Вираго - Освалдо Санчес
- Чуи Муньос - Лучо
- Алехандро Кореа - Алдо Монтес
- Родолфо Валадес - Токес
- Луис Харамийо - Хапчето
- Даниела Ромо - Барбара

## Премиера
Премиерата на Да преодолееш страха е на 20 януари 2020 г. по Las Estrellas. Последният 46. епизод и излъчен на 22 март 2020 г.

## Награди и номинации
Награди TVyNovelas 2020
| Категория                                     | Личност | Резултат   |
| --------------------------------------------- | --- | ---------- |
| Най-добра теленовела                          | Роси Окампо | Номинирана |
| Най-добра актриса в главна роля за теленовела | Паулина Гото | Номинирана |
| Най-добър актьор в главна роля за теленовела  | Данило Карера | Номиниран  |
| Най-добра актриса в отрицателна роля          | Никол Вале | Номинирана |
| Най-добър актьор в отрицателна роля           | Емануел Паломарес | Номиниран  |
| Най-добра първа актриса                       | Арселия Рамирес | Печели     |
| Най-добър пръв актьор                         | Алберто Естрея | Печели     |
| Най-добра актриса в поддържаща роля           | Хаде Фрасер | Печели     |
| Най-добър актьор в поддържаща роля            | Аксел Рико | Номиниран  |
| Най-добър оператор                            | Мануел Барахас, Алехандро Фрутос Маса и Диего Тенорио                                                                  | Номинирани |
| Най-добър режисьор                            | Бенхамин Кан и Фернандо Несме                                                                                          | Номинирани |
| Най-добър сценарий или адаптация              | Педро Армандо Родригес, Клаудия Веласко, Умберто Роблес, Алехандра Ромеро Меса, Херардо Перес Серменьо и Густаво Брако | Номинирани |
| Най-добра музикална тема                      | „Rompe“ (Паулина Гото)                                                                                                 | Печели     |
| Любимци на публиката                          | |            |
| Най-красива злодейка                          | Никол Вале | Номинирана |
| Най-красив                                    | Данило Карера | Номиниран  |
| Най-красив                                    | Емануел Паломарес | Номиниран  |
| Най-красив                                    | Аксел Рико | Номиниран  |
| Най-красива                                   | Паулина Гото | Номинирана |
| Най-красива                                   | Хаде Фрасер | Номинирана |
| Любима двойка                                 | Паулина Гото и Данило Карера                                                                                           | Номинирани |
| Любима двойка                                 | Паулина Гото и Емануел Паломарес                                                                                       | Номинирани |
| Най-красива усмивка                           | Данило Карера | Номиниран  |
| Най-добър финал                               | Роси Окампо | Номинирана |
| Най-добър екип                                | Роси Окампо | Номинирана |